# Bucătăria tătarilor crimeeni

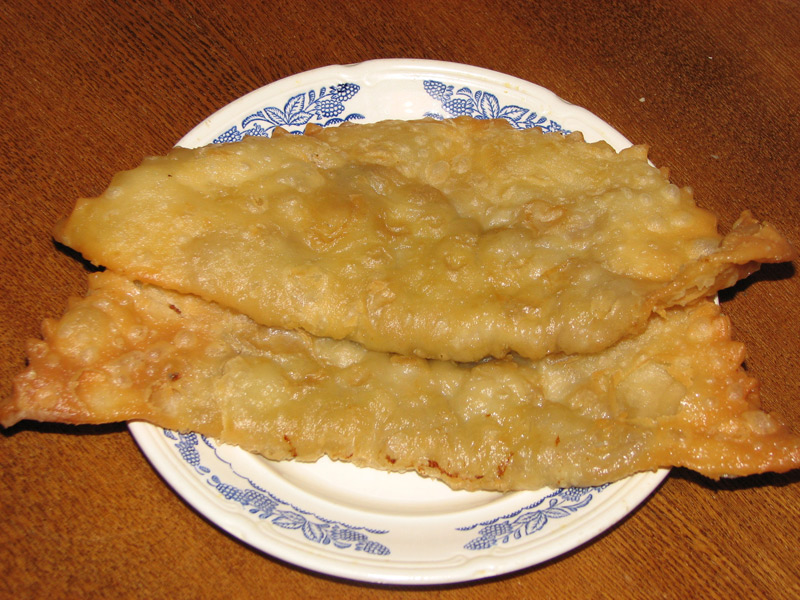
Çiberek (șuberec)

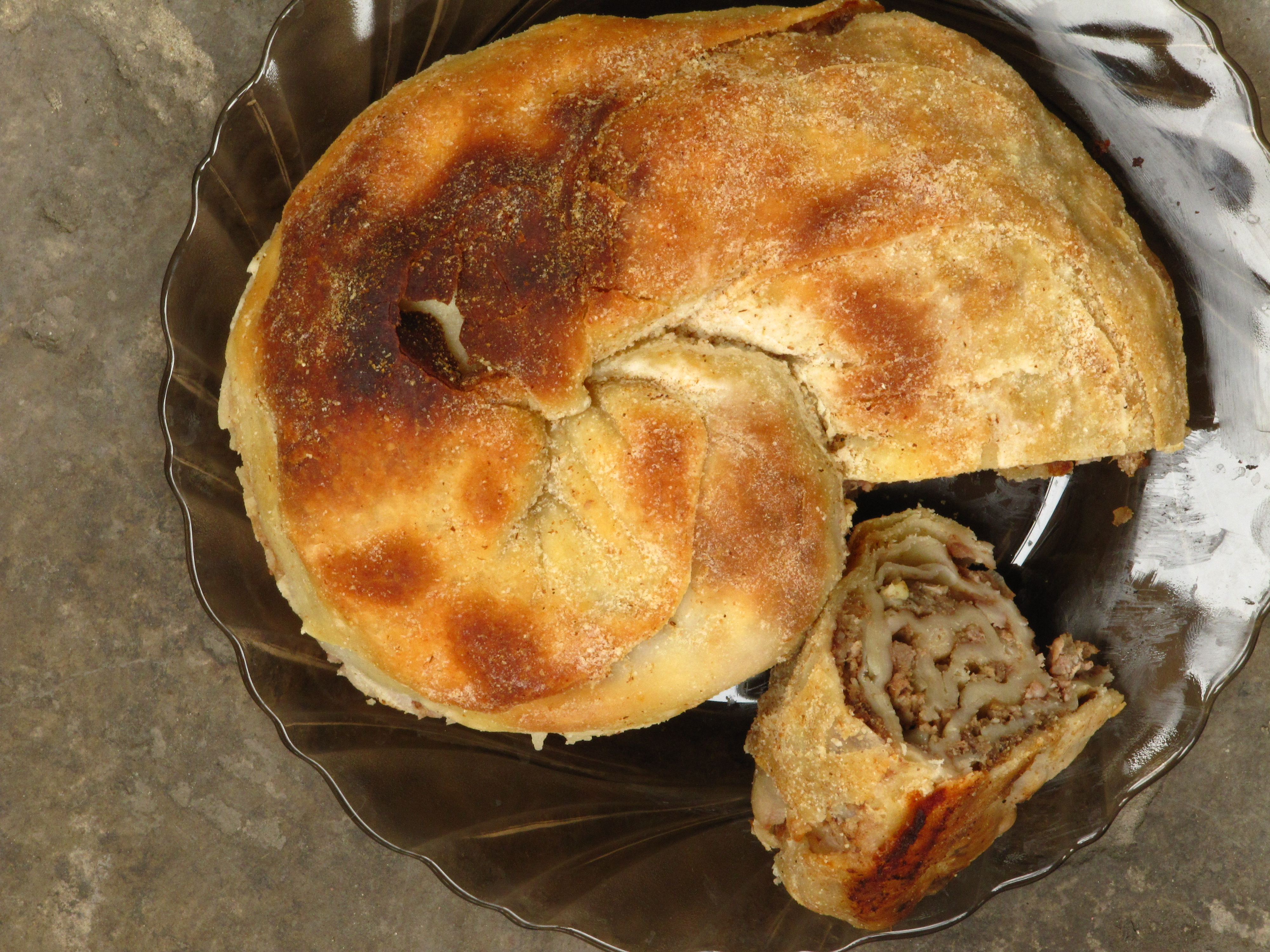
Burma

Bucătăria tătarilor crimeeni este bucătăria tradițională a tătarilor din Crimeea, care trăiesc în Peninsula Crimeea. Bucătăria tradițională a tătarilor din Crimeea are asemănări cu cea a grecilor, italienilor, popoarelor balcanice, nogailor, popoarelor caucaziene și tătarilor din Volga, deși unele mâncăruri naționale și obiceiuri alimentare variază între diferitele subgrupuri regionale ale tătarilor din Crimeea; de exemplu, peștele și produsele sunt mai populare printre mâncărurile Yaliboylu și Tat, în timp ce carnea și lactatele sunt mai răspândite în bucătăria tătară de stepă. Multe preparate uzbece au fost încorporate în bucătăria națională tătară din Crimeea în timpul exilului în Asia Centrală din 1944, iar aceste feluri de mâncare au devenit răspândite în Crimeea de la întoarcere. Samsa uzbecă, laghman și plov (pilaf) sunt vândute în majoritatea cafenelelor tătare de pe marginea drumurilor din Crimeea ca mâncăruri naționale. La rândul lor, unele mâncăruri tătare din Crimeea, inclusiv șuberec, au fost adoptate de popoare din afara Crimeei, cum ar fi în Turcia și Caucazul de Nord.

## Mâncăruri tradiționale
- Șuberec (Çiberek), este un foietaj prăjit cu o umplutură de carne tocată și ceapă. Se face cu o bucată rotundă de aluat împăturită peste umplutură în formă de semilună. Este un fel de mâncare național al tătarilor din Crimeea, fiind popular și în diasporele tătarilor crimeeni din Turcia, România, Rusia și Uzbekistan.
- Burma⁠(d), o plăcintă tradițională crimeeană cu carne.
- Yantiq⁠(d), un șuberec care, în loc să fie prăjit, este facut la grătar.
- Köbete, o plăcintă tradițională cu umplutură de orez și pui, coaptă între două straturi de aluat. Servit ca fel principal, köbete poate fi preparat cu umpluturi alternative, cum ar fi orez și carne, carne cu cartofi și ceapă, sau chiar cu cartofi și brânză.
- Tabaq börek, găluște mici cu umplutură de carne, gătite în bulion și servite ca fel principal sau într-o supă (qashiq börek).
- Göbädiä (or gubadia), o plăcintă servită la nunți, cu straturi de carne, orez, oua tocate, stafide și Qurt⁠(d) (brânză albă uscată).
- Shorba⁠(d), o supă cu bucăți mari de carne de vită și oaie, ceapă, morcovi și alte legume.
- Baqla ash, o supă din mazăre verde sau fasole; un preparat vegetarian.
- Sheker qiyiqs, un desert tradițional.
- Dolma, ardei umpluți;
- Sarma, sarmale;
- Beshbarmaq, un fel de mâncare care popular, mai ales printre tatarii crimeeni de stepă;
- Ayran, băutură națională;
- Pite, pâine tradițională;
- Qashiq, șașlâc.